# Скупљен (насеље)
Скупљен је насеље у Србији у општини Владимирци у Мачванском округу. Према попису из 2022. било је 709 становника.

## Галерија
- Сеоска школа
- Сеоска школа
- Сеоска школа
- Споменик палим ратницима 1914-1918.
- Споменик Диши Атићу
- Дом културе

## Демографија
У насељу Скупљен живи 859 пунолетних становника, а просечна старост становништва износи 44,8 година (44,4 код мушкараца и 45,2 код жена). У насељу има 345 домаћинстава, а просечан број чланова по домаћинству је 2,99.
Ово насеље је великим делом насељено Србима (према попису из 2002. године), а у последња три пописа, примећен је пад у броју становника.
|  |

| Демографија | Демографија | Демографија |
| Година      | Становника  | Становника  |
| ----------- | ----------- | ----------- |
| 1948.       | 1.495       |             |
| 1953.       | 1.558       |             |
| 1961.       | 1.419       |             |
| 1971.       | 1.329       |             |
| 1981.       | 1.223       |             |
| 1991.       | 1.091       | 1.077       |
| 2002.       | 1.030       | 1.066       |

| Етнички састав према попису из 2002.‍ | Етнички састав према попису из 2002.‍ | Етнички састав према попису из 2002.‍ | Етнички састав према попису из 2002.‍ | Етнички састав према попису из 2002.‍ |
| ------------------------------------ | ------------------------------------ | ------------------------------------ | ------------------------------------ | ------------------------------------ |
|                                      |                                      |                                      |                                      |                                      |
| Срби                                 | Срби                                 |                                      | 1.019                                | 98,93%                               |
| Југословени                          | Југословени                          |                                      | 2                                    | 0,19%                                |
| Мађари                               | Мађари                               |                                      | 1                                    | 0,09%                                |
| непознато                            | непознато                            |                                      | 6                                    | 0,58%                                |

| Година пописа     | 1948. | 1953. | 1961. | 1971. | 1981. | 1991. | 2002. |
| ----------------- | ----- | ----- | ----- | ----- | ----- | ----- | ----- |
| Број домаћинстава | 289   | 331   | 348   | 365   | 373   | 333   | 345   |

| Број чланова      | 1  | 2  | 3  | 4  | 5  | 6  | 7 | 8 | 9 | 10 и више | Просек |
| ----------------- | -- | -- | -- | -- | -- | -- | - | - | - | --------- | ------ |
| Број домаћинстава | 62 | 95 | 65 | 59 | 43 | 15 | 6 | 0 | 0 | 0         | 2,99   |

| Пол    | Укупно | Неожењен/Неудата | Ожењен/Удата | Удовац/Удовица | Разведен/Разведена | Непознато |
| ------ | ------ | ---------------- | ------------ | -------------- | ------------------ | --------- |
| Мушки  | 446    | 123              | 278          | 26             | 11                 | 8         |
| Женски | 457    | 76               | 277          | 89             | 9                  | 6         |
| УКУПНО | 903    | 199              | 555          | 115            | 20                 | 14        |

| Пол    | Укупно                    | Пољопривреда, лов и шумарство | Рибарство                            | Вађење руде и камена | Прерађивачка индустрија       |
| ------ | ------------------------- | ----------------------------- | ------------------------------------ | -------------------- | ----------------------------- |
| Мушки  | 248                       | 176                           | 0                                    | 0                    | 31                            |
| Женски | 165                       | 111                           | 0                                    | 0                    | 15                            |
| УКУПНО | 413                       | 287                           | 0                                    | 0                    | 46                            |
| Пол    | Производња и снабдевање   | Грађевинарство                | Трговина                             | Хотели и ресторани   | Саобраћај, складиштење и везе |
| Мушки  | 5                         | 9                             | 10                                   | 1                    | 2                             |
| Женски | 0                         | 1                             | 12                                   | 1                    | 0                             |
| УКУПНО | 5                         | 10                            | 22                                   | 2                    | 2                             |
| Пол    | Финансијско посредовање   | Некретнине                    | Државна управа и одбрана             | Образовање           | Здравствени и социјални рад   |
| Мушки  | 0                         | 0                             | 4                                    | 0                    | 1                             |
| Женски | 1                         | 3                             | 1                                    | 6                    | 9                             |
| УКУПНО | 1                         | 3                             | 5                                    | 6                    | 10                            |
| Пол    | Остале услужне активности | Приватна домаћинства          | Екстериторијалне организације и тела | Непознато            | Непознато                     |
| Мушки  | 3                         | 0                             | 0                                    | 6                    | 6                             |
| Женски | 0                         | 0                             | 0                                    | 5                    | 5                             |
| УКУПНО | 3                         | 0                             | 0                                    | 11                   | 11                            |